# Rafael Arenas
Rafael Arenas García (Vegarrozadas, 22 de junio de 1967) es un jurista y escritor español.

## Biografía
Nacido en la localidad asturiana de Vegarrozadas (perteneciente al municipio de Castrillón) en 1967, en 1990 se licenció en Derecho por la Universidad de Oviedo (UO) y se doctoró, también por la UO, en 1994. En esa misma universidad fue becario de investigación entre 1991 y 1994 y fue profesor asociado entre 1994 y 1996. El 3 de diciembre de 1996 pasó a ser profesor titular de Derecho Internacional Privado en la Universidad Autónoma de Barcelona y desde el 2 de junio de 2005 es catedrático. Es autor de más de 150 publicaciones de temática jurídica y ha sido colaborador de varios diarios como ABC, El Periódico, El Confidencial y Crónica Global. Entre el 28 de septiembre de 2015 y octubre de 2016 fue presidente de Sociedad Civil Catalana, organización civil contraria al nacionalismo catalán y a la secesión de Cataluña.
En la actualidad es vicepresidente de la asociación constitucionalista Impulso Ciudadano.